# Saint-Séverin (Igreja)
A Igreja de Saint-Séverin (em francês: Église Saint-Séverin) é uma igreja católica romana no 5º arrondissement, ou Quarteirão Latino, de Paris, na rua turística Rue Saint-Séverin. Foi construída no início de 1230 e, depois de um incêndio, foi reconstruída e ampliada entre os séculos XV e XVII no estilo gótico extravagante. Era a igreja paroquial dos estudantes da Universidade de Paris e é uma das igrejas mais antigas que permanecem em pé em Rive Gauche.

## História
A igreja recebeu seu nome de São Severino de Paris, um devoto eremita que viveu no local no século VI e morreu por volta de 540. Um de seus alunos foi Clodoaldo, um príncipe merovíngio que deixou a família real para se tornar monge e eremita, e que mais tarde também se tornaria santo. Após a morte de Severino, uma capela foi erguida no local de sua cela, que se acredita estar perto do oratório de São Martinho na igreja atual. Essa capela foi destruída durante as invasões normandas no século IX e depois reconstruída em estilo românico no século XI. Vários sarcófagos de um cemitério da dinastia merovíngia foram descobertos durante a reconstrução do local no século XIX.

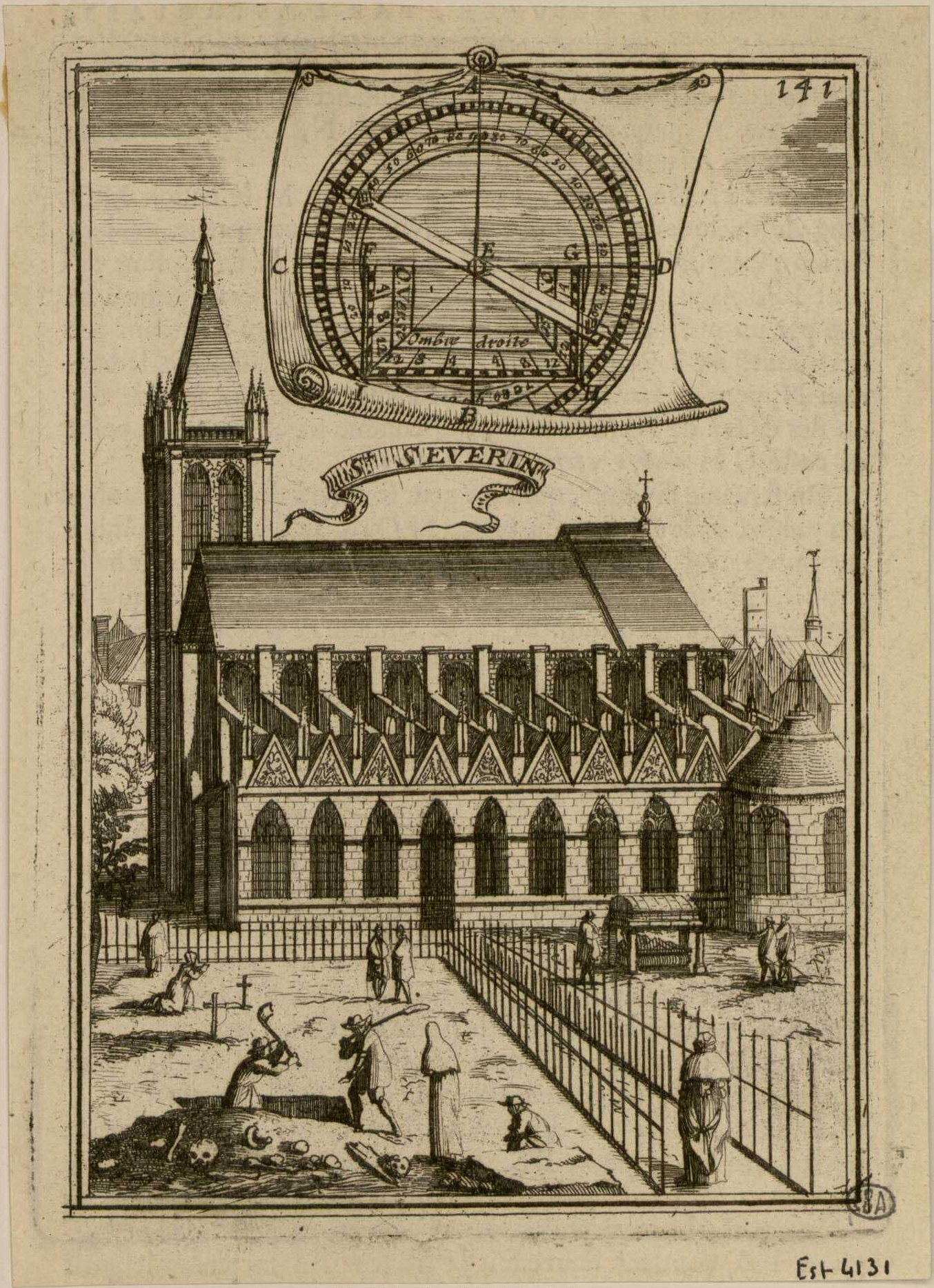
A igreja em 1702.

No final do século XII, devido à popularidade e ao tamanho crescente da escola de teologia anexa à Catedral de Notre-Dame de Paris, os alunos e professores foram transferidos para a Rive Gauche. A Universidade de Paris foi fundada em 1215, e Saint-Severin tornou-se sua igreja paroquial. A fama da universidade e de seus professores atraiu estudantes e acadêmicos de toda a Europa, e uma igreja maior foi necessária. A partir de 1230, aproximadamente, foi iniciada a construção de um novo edifício em estilo gótico alto. A igreja era contemporânea da Notre-Dame de Paris e da Sainte-Chapelle. Um corredor adicional no lado sul foi construído no início do século XIV.

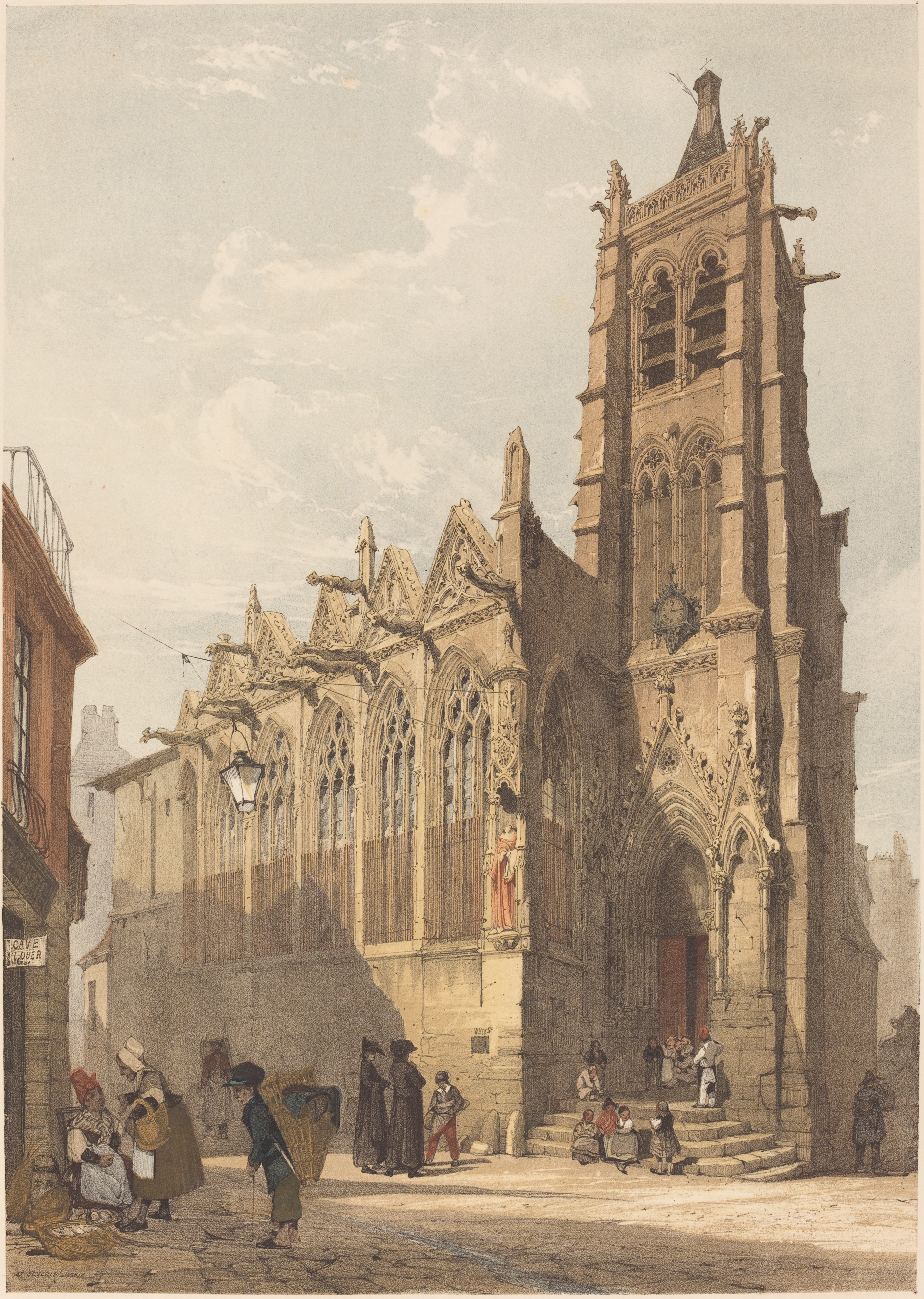
Gravura de Thomas Shotter Boys, Saint-Séverin, Paris, 1839.

A igreja foi seriamente danificada por um incêndio em 1448, durante a Guerra dos Cem Anos. O arcipreste Guillaume d'Estouteville começou a reconstruir a igreja no estilo gótico flamejante, mais ornamental. Um novo corredor foi adicionado no lado norte e, em 1489, uma abside semicircular e um ambulatório foram adicionados na extremidade leste, com colunas, arcos e abóbadas em estilo flamejante, em torno de um pilar central espiral. Um círculo de capelas foi adicionado ao redor da abside, e novas capelas foram construídas ao longo dos corredores externos entre os contrafortes. À medida que a igreja crescia, a vizinhança ao redor a pressionava. A torre do sino do século XIII, originalmente no exterior e ainda com o trabalho original até o nível da balaustrada, foi cercada pela igreja ampliada, assim como o antigo charnier, um mausoléu. O antigo cemitério é agora um jardim.
Após sua conclusão em 1520, a igreja assumiu a aparência geral que tem até hoje. Em 1643, uma segunda sacristia foi acrescentada e, em 1673, o arquiteto real Jules Hardouin-Mansart construiu a capela da comunhão no canto sudeste da igreja. Em 1684, o decorador Charles le Brun modificou o projeto do coro, removendo o biombo e fornecendo às colunas da abside um revestimento de mármore.
Durante a Revolução Francesa, a igreja foi fechada e transformada em um depósito de pólvora e, mais tarde, em um depósito de grãos e de sinos de igreja, que durante o período eram frequentemente derretidos para a fabricação de canhões. Ela foi devolvida à Igreja Católica em 1803, mas, como outras igrejas de Paris, o edifício ainda é propriedade do Estado francês, com uso exclusivo concedido à Igreja Católica.
No século XX, o ex-presidente francês François Mitterrand e Danielle Gouze se casaram na igreja em 28 de outubro de 1944, pouco tempo depois da libertação de Paris dos alemães.

## Exterior

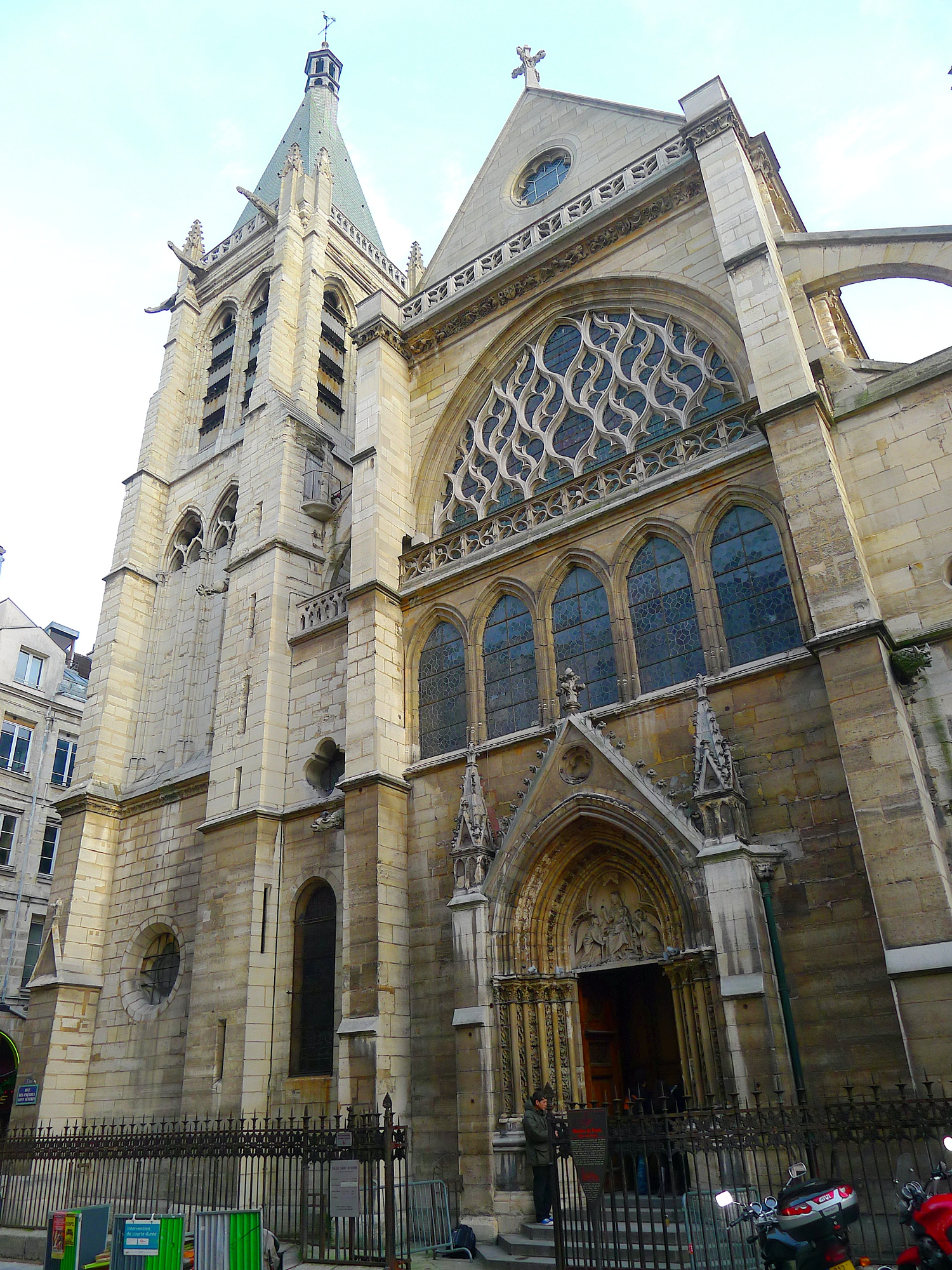
A fachada oeste. O portal vem de uma igreja anterior
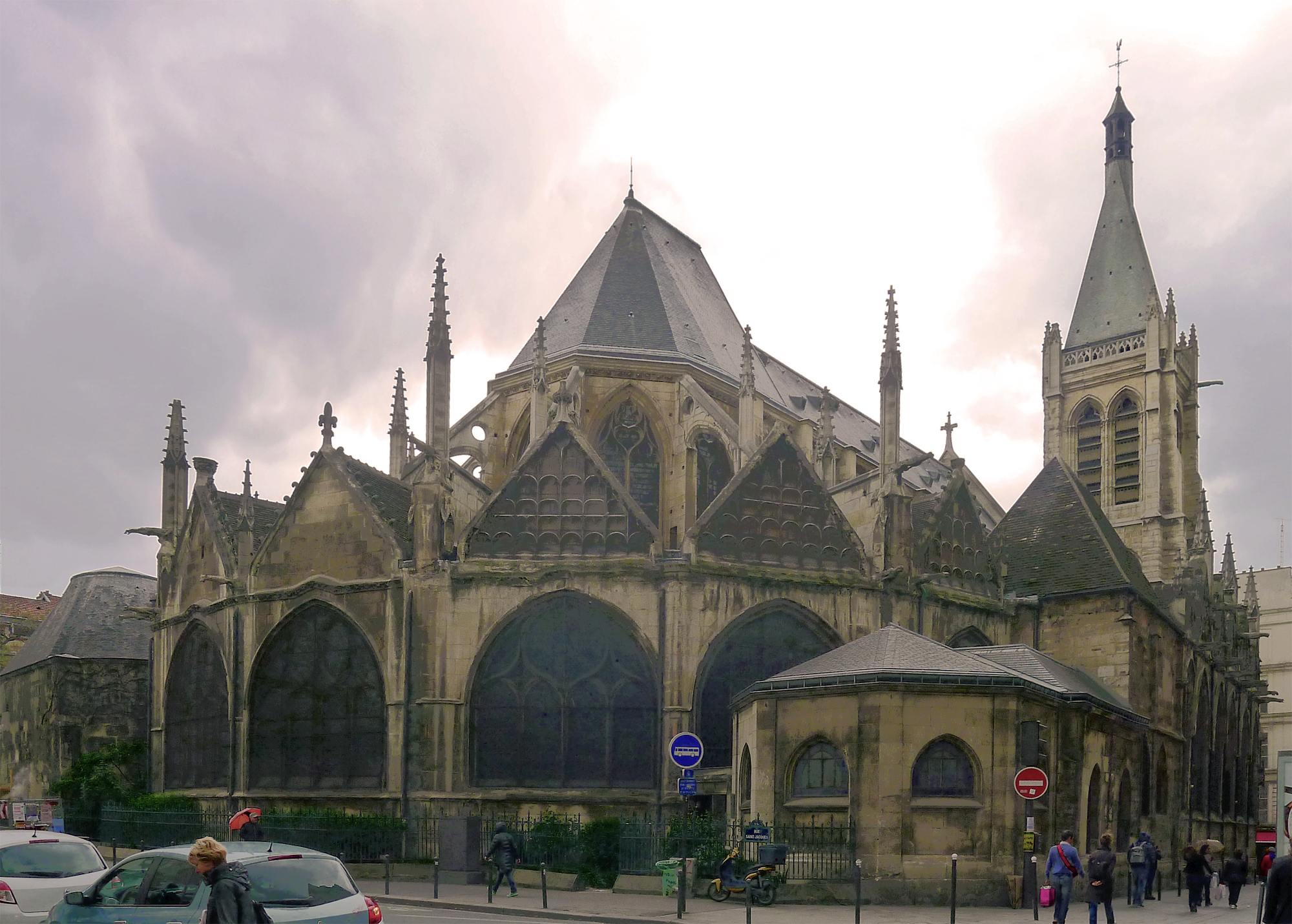
A abside vista da Rue Saint-Jacques
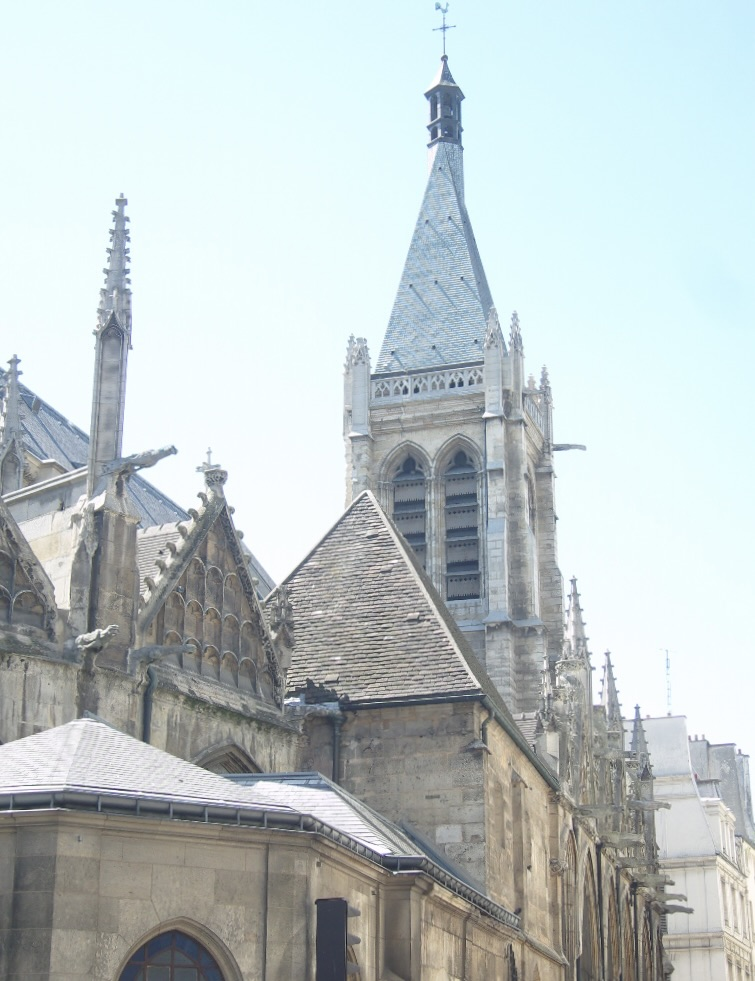
A torre do sino (parte abaixo da balaustrada do século XIII)

As partes inferiores da torre do sino, até a balaustrada, faziam parte da igreja original do século XIII. A torre em si era originalmente separada do prédio da igreja e foi concluída em 1487.
A parte inferior do portal oeste, ao lado da torre do sino, era originalmente parte de uma igreja totalmente diferente, Saint-Pierre-aux-Bœufs, originalmente perto de Notre-Dame de Paris, que foi demolida na década de 1830 para abrir espaço ao redor da Catedral.
Os sinos incluem o mais antigo remanescente em Paris, fundido em 1412.

### O claustro e o jardim

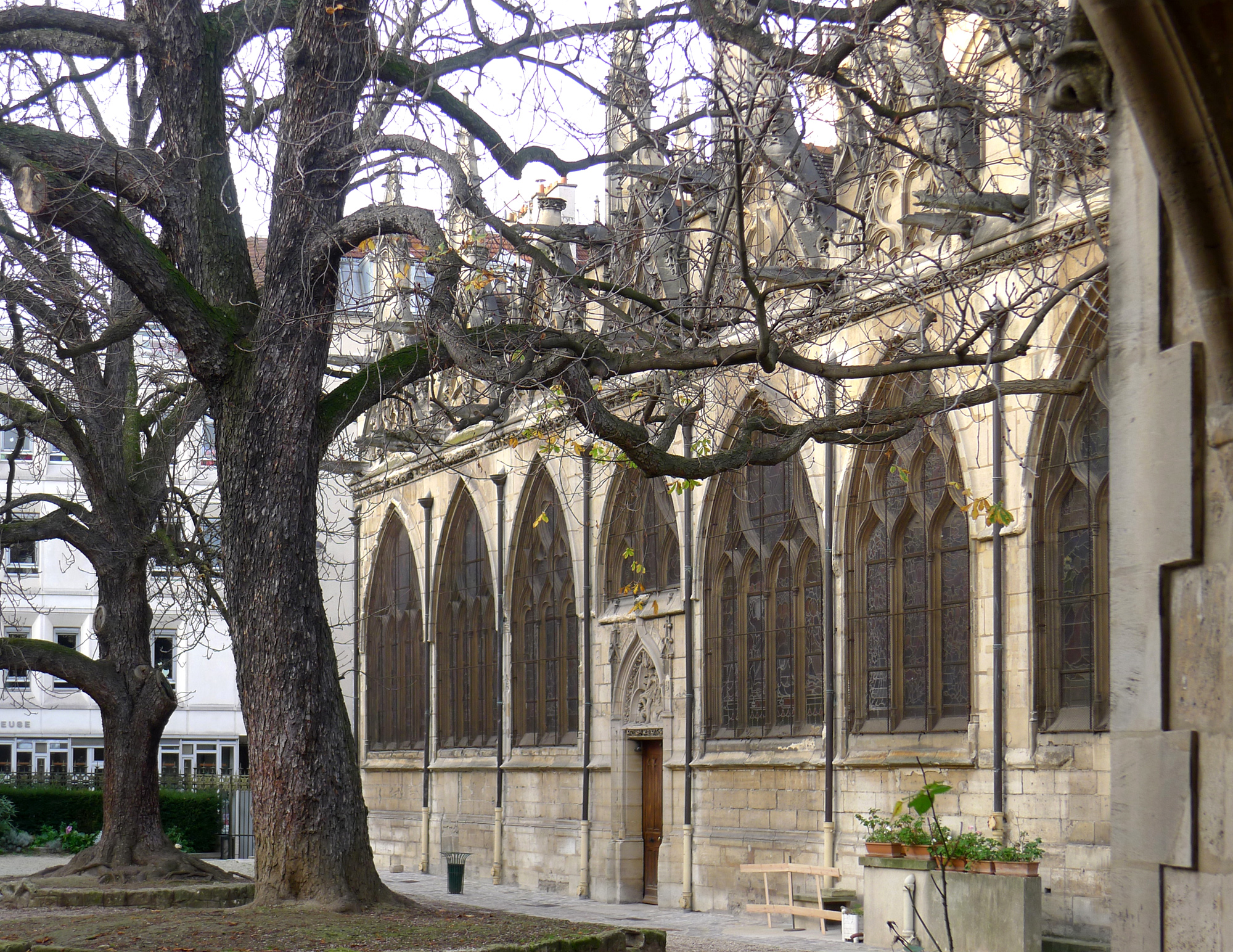
Frente sul, de frente para o claustro e o jardim
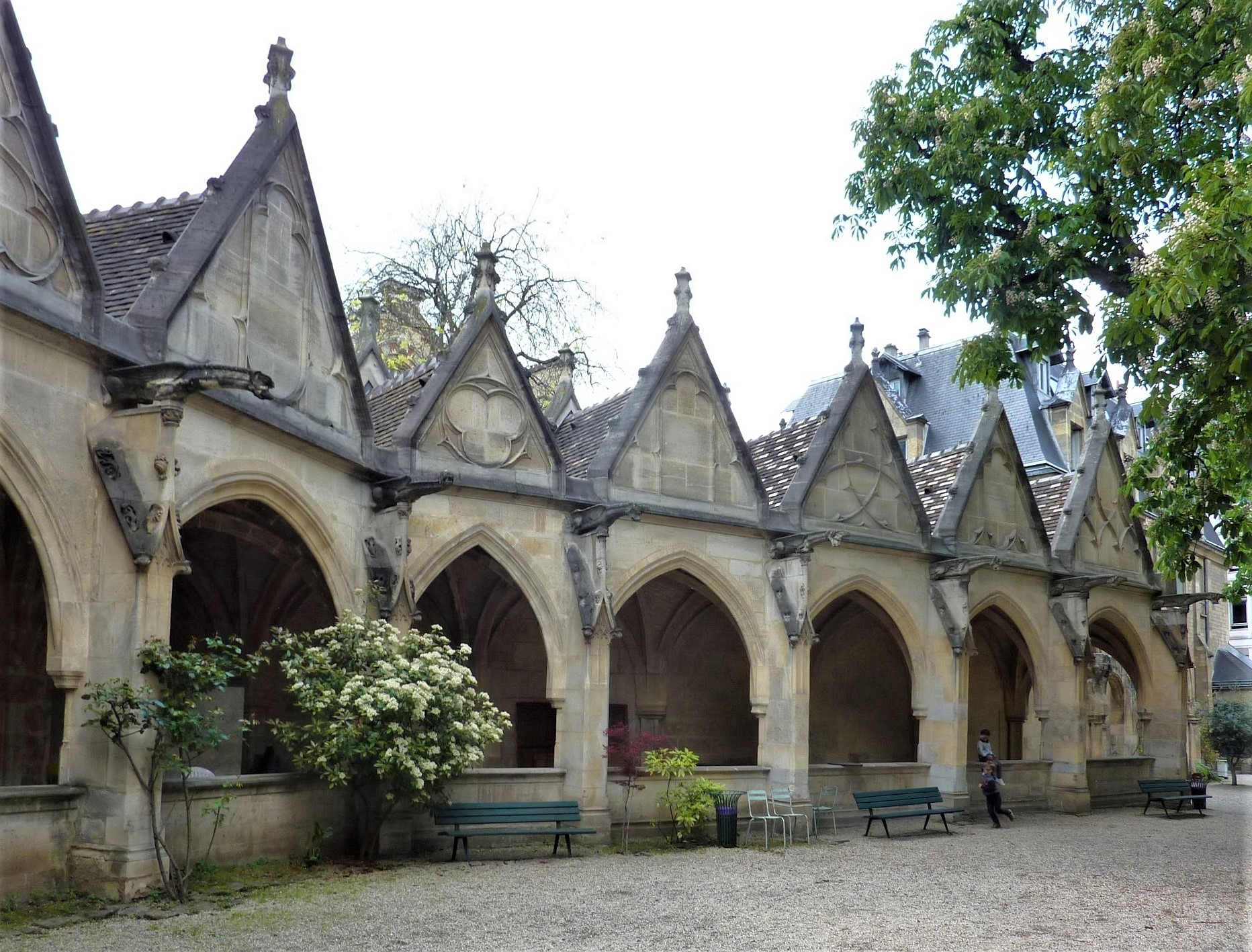
Claustro, antigo ossuário ou charnier (séc. XV)

No lado sul da igreja está o antigo cemitério, construído no século XV, o único ainda existente em Paris. Era um mausoléu acima do solo, onde os túmulos ocupavam as capelas e cercavam um pequeno cemitério, hoje um jardim.

## Interior

### A nave

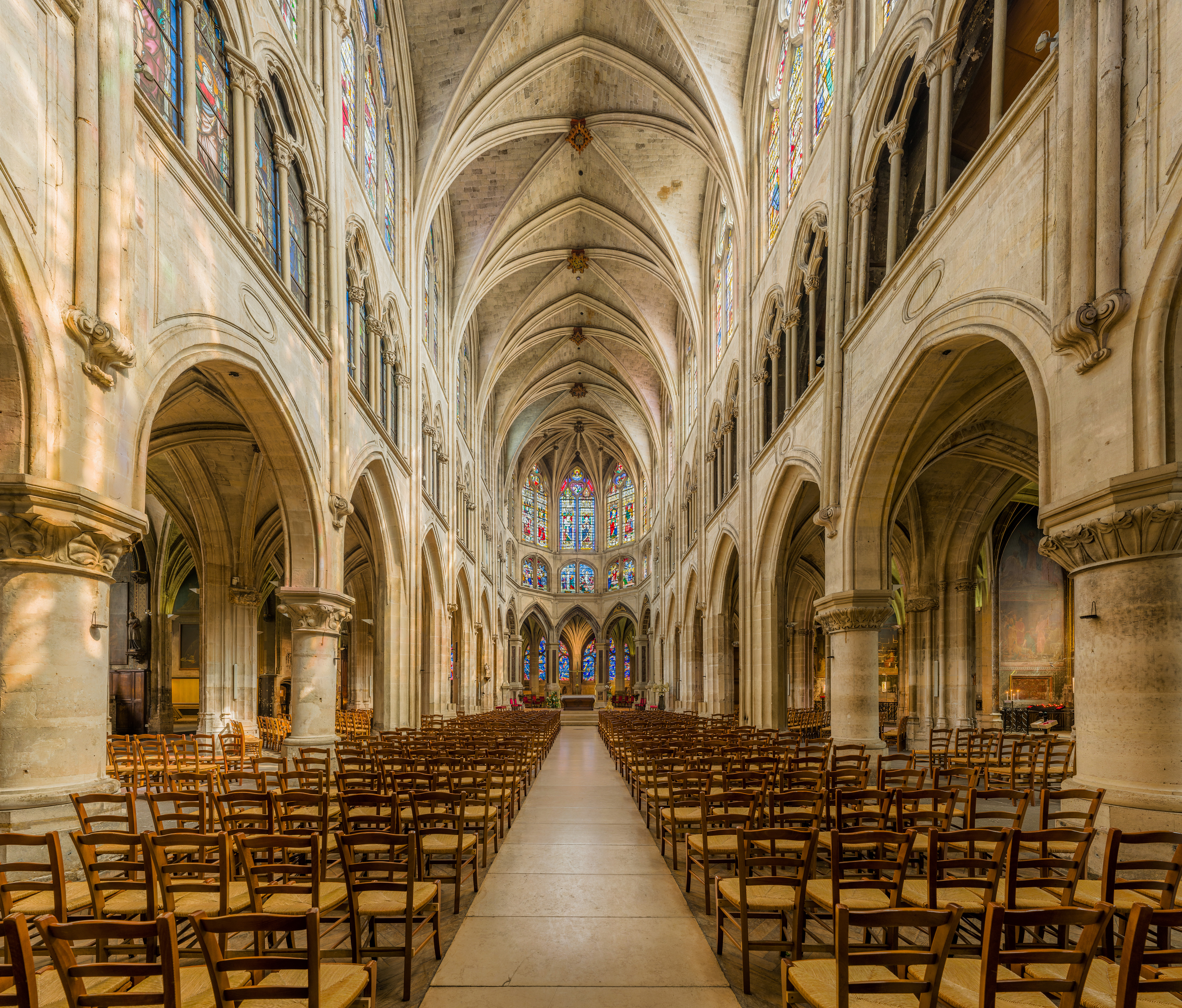
A nave, de frente para o coro e a abside
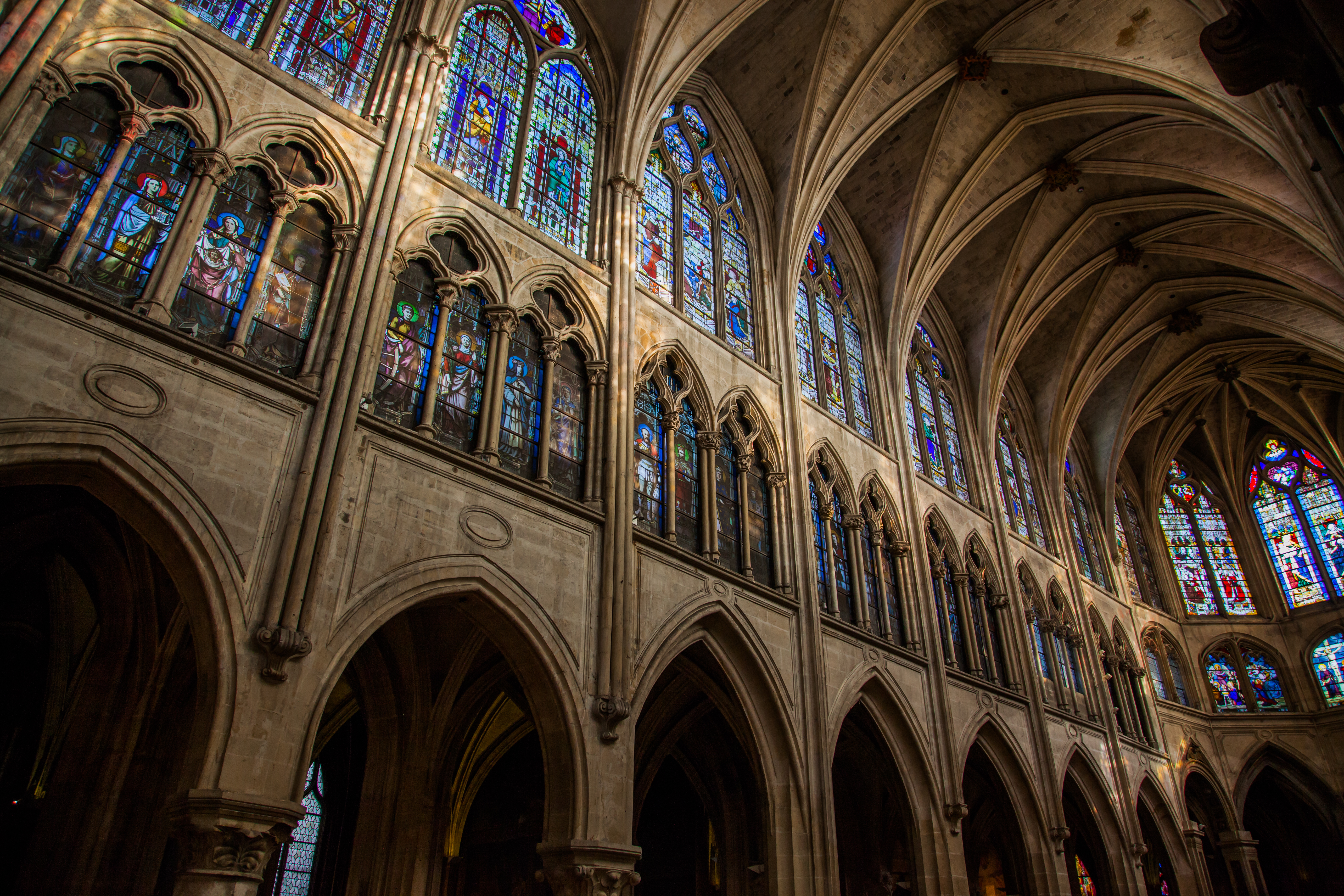
Janelas superiores da nave e do coro

A nave da igreja, na extremidade oeste, onde a congregação está sentada, foi construída em duas épocas e estilos nitidamente diferentes. Na extremidade oeste, perto da entrada, as três primeiras travessas estão no estilo gótico alto do século XIII. Elas apresentam pilares cilíndricos maciços cujos capitéis têm decoração floral, especialmente nenúfares, e sustentam arcos arredondados. Cul-des-lampes, ou suportes nos pilares, recebem as colunetas mais finas que descem das nervuras das abóbadas acima. Elas datam do final do século XIV. As paredes superiores entre as nervuras são preenchidas com vitrais profundamente coloridos do final do século XIV, que ilustram a vida dos apóstolos.
As colunas nas quatro travessas próximas à abside foram construídas mais tarde, no século XV, em estilo mais flamejante. Elas são mais delgadas, formam arcos pontiagudos e estão mais próximas umas das outras.

### O coro, a abside e o deambulatório

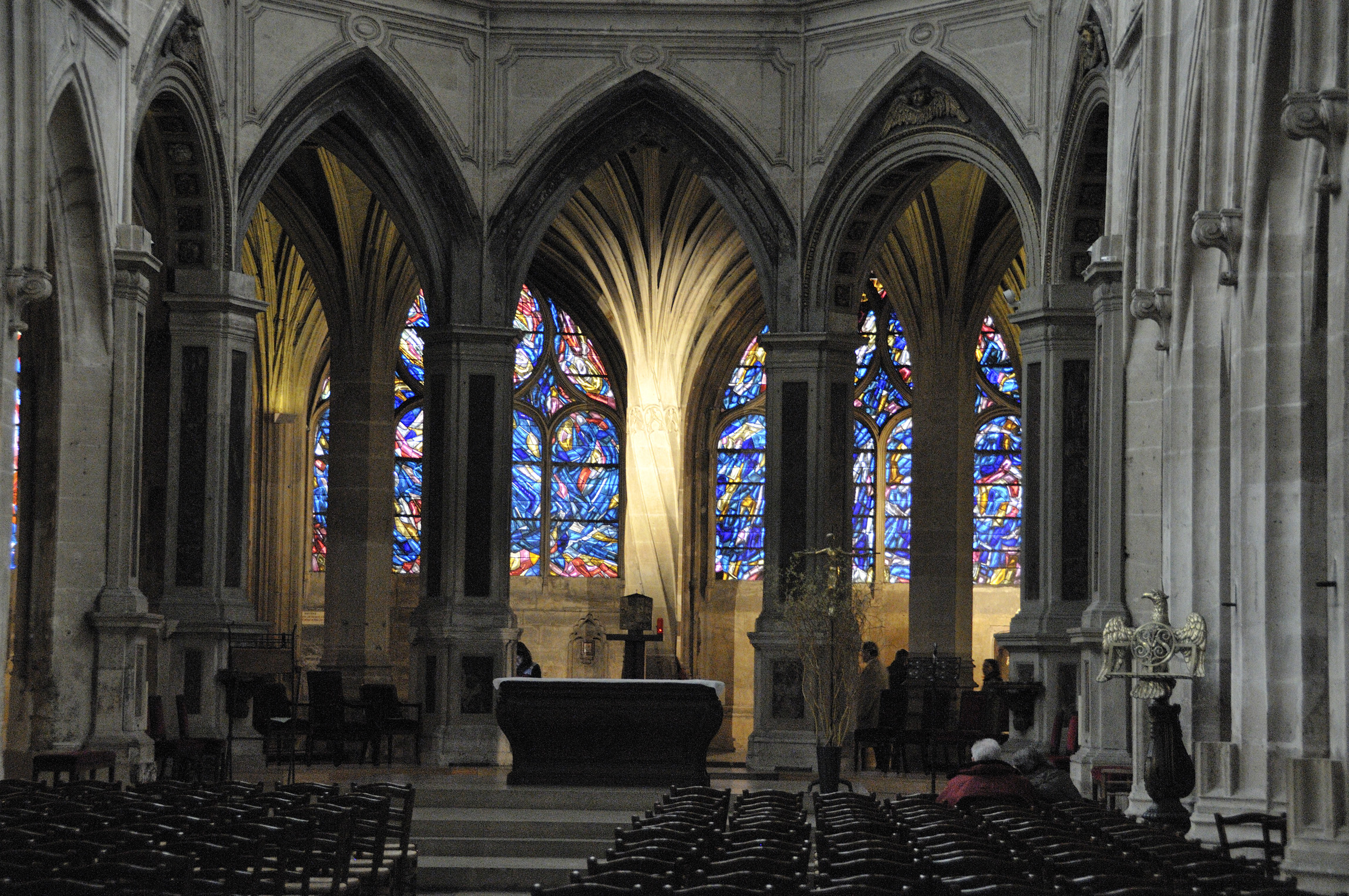
O coro
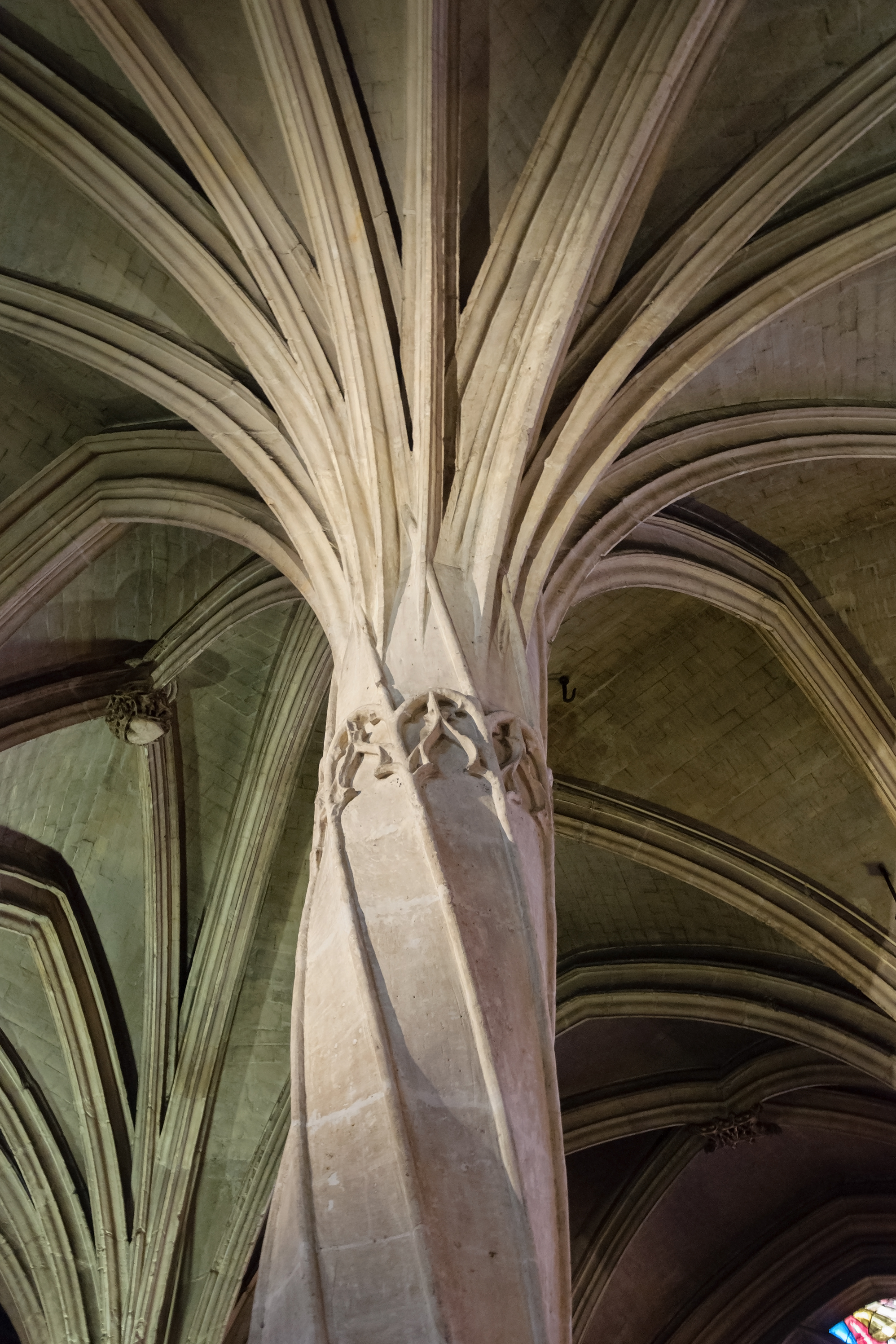
A coluna de torção no deambulatório
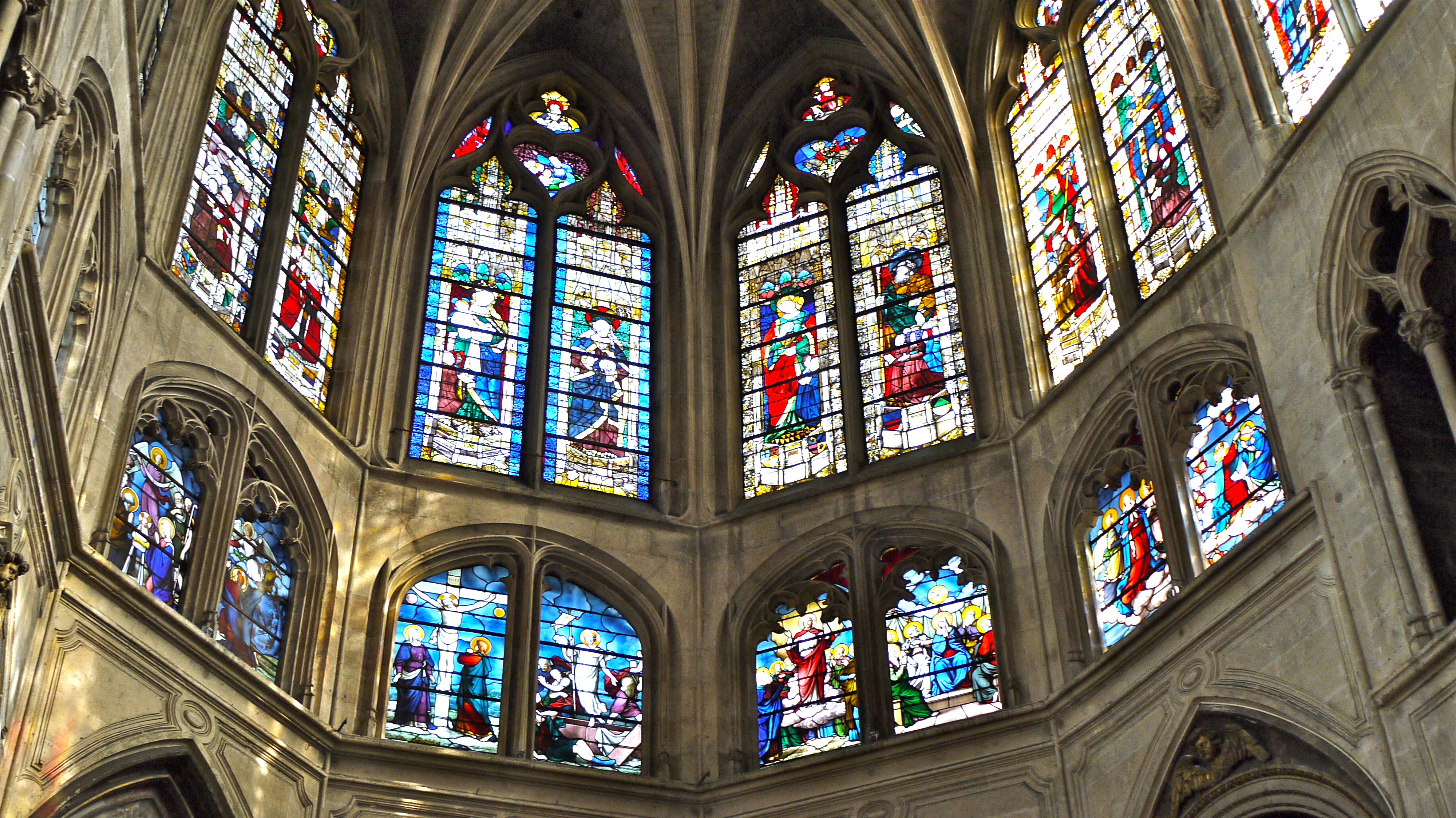
Janelas superiores da abside; retratos dos santos

O coro foi construído no século XV também no estilo flamejante. Ele tem a forma de um semicírculo, cercado por uma arcada de arcos pontiagudos e coberto por abóbadas em cruzaria. A decoração clássica foi acrescentada no final do século XVII por Jean-Baptiste Tuby (1635-1700), usando os projetos de Charles Le Brun (1619-1690), o arquiteto real. O altar-mor foi removido após as reformas do Concílio Vaticano II, substituído apenas por uma mesa simplista.
A abside atrás do altar tem um duplo deambulatório, ou passarela semicircular, que foi concluída no final do século XV. Ela tem as características arquitetônicas mais famosas da igreja; o pilar central retorcido e os pilares ao redor lembram palmeiras de pedra, cujos galhos se estendem para cima e se espalham na intrincada teia das abóbadas extravagantes. O pilar central é iluminado e é visível de todas as partes da igreja.
O batistério está nesse local incomum devido à presença do batistério original, uma fonte natural, do lado de fora das janelas.
A construção do coro de mármore foi possível graças às doações de Ana, duquesa de Montpensier, prima de Luís XIV.

## Arte e decoração

### Vitrais

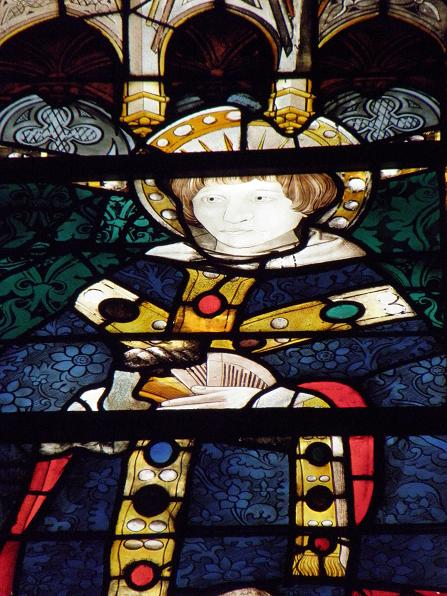
Janela de São Severino (séculos XV-XVI) (janela 102)
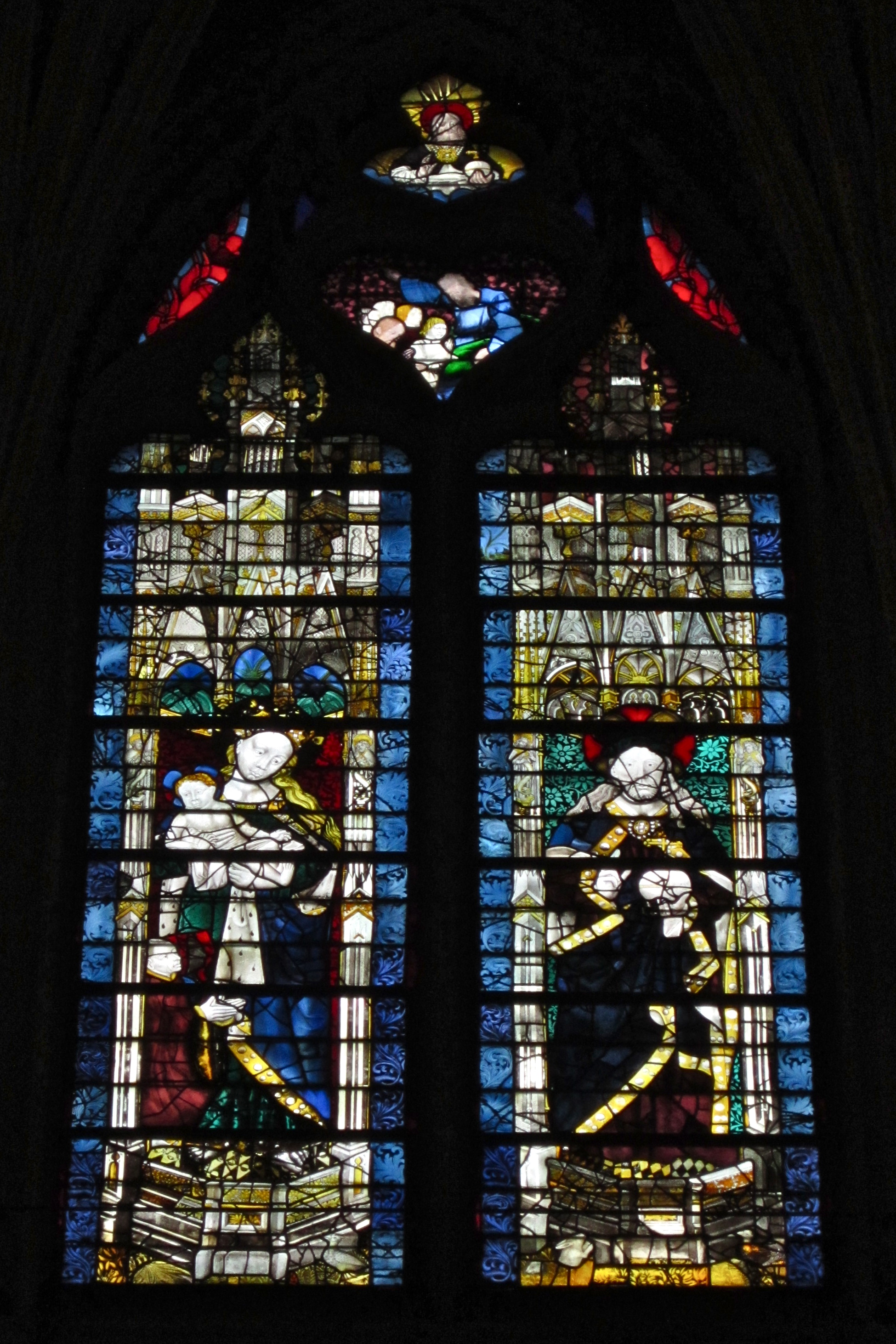
Janela no coro (século XV)

Os vitrais mais antigos da igreja, que datam de aproximadamente 1378, são três pares de janelas de sacada, cada uma com duas lancetas, que se encontram perto da abside. Eles foram originalmente destinados a outra igreja, a capela do colégio de Beauvais.
Grande parte dos vitrais data da segunda parte do século XV. Isso inclui a rosácea na frente oeste, de 1482, que retrata uma Árvore de Jessé, representando a genealogia de Cristo. Grande parte dessa janela está oculta pela caixa do órgão, instalada no século XVIII.
Sob as abóbadas do coro, as janelas nas três baías centrais foram instaladas em sua localização atual no século XVI. Essas janelas provavelmente faziam parte da cabeceira gótica original de 1450. Da esquerda para a direita, elas retratam João Batista, Miguel, a Virgem e o Menino, Cristo Carregando o Mundo, João, o Evangelista e Martinho de Tours. As janelas dos compartimentos superiores da nave também são do século XV. São Severino, o patrono da igreja, está representado nelas. Na parte inferior da janela, há um retrato dos doadores da janela.

As janelas góticas da frente norte retratam a Ascensão de Cristo (esquerda), Pedro com a Chave (centro) e João Batista, com um cordeiro, com retratos dos doadores. A terceira janela retrata a Trindade, com Deus no centro, apresentado como um Rei, com Cristo diante dele e uma pomba representando o Espírito Santo. Duas outras janelas retratam anjos carregando velas.

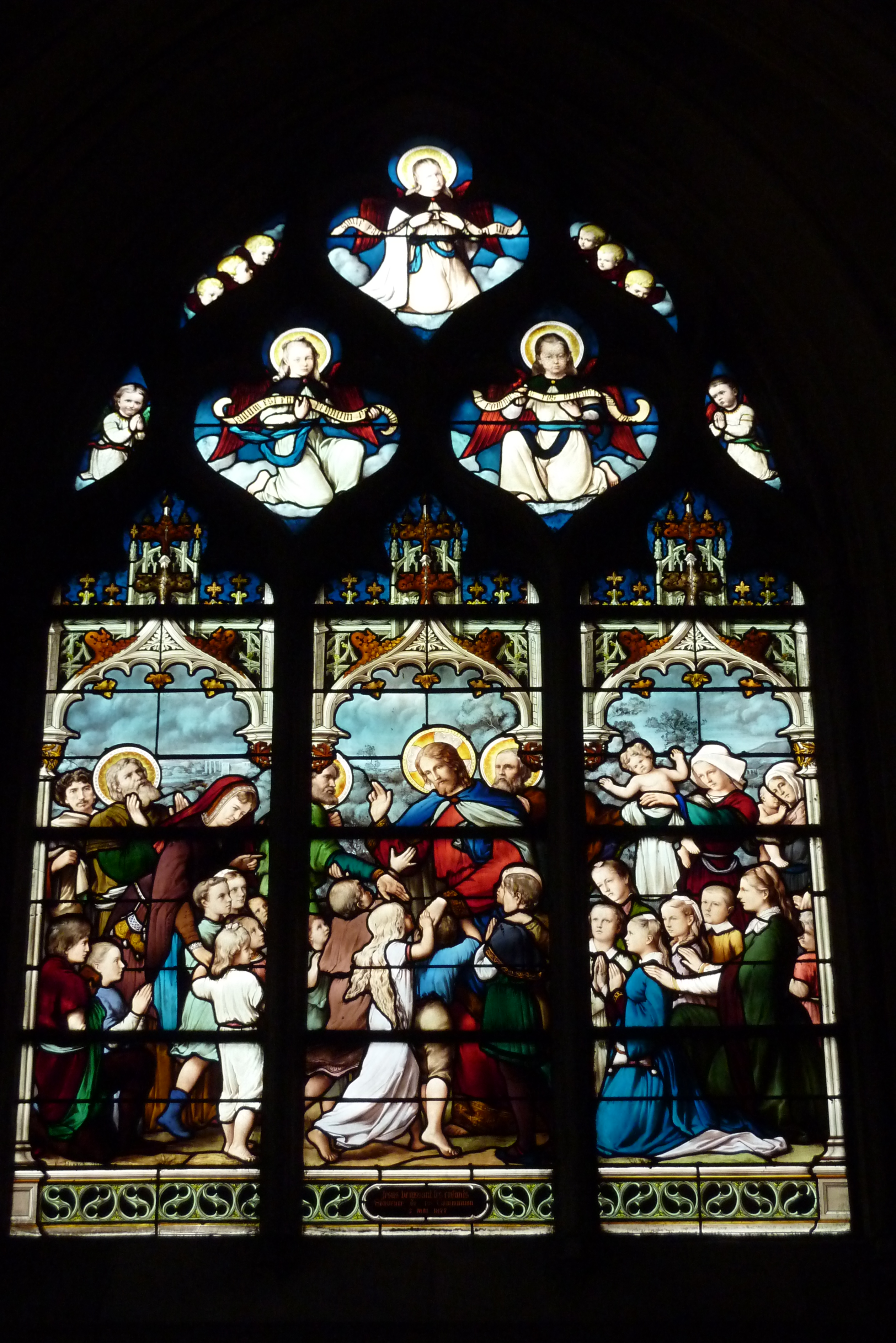
"Cristo abençoando as crianças" (século XIX), doado por Charles Garner
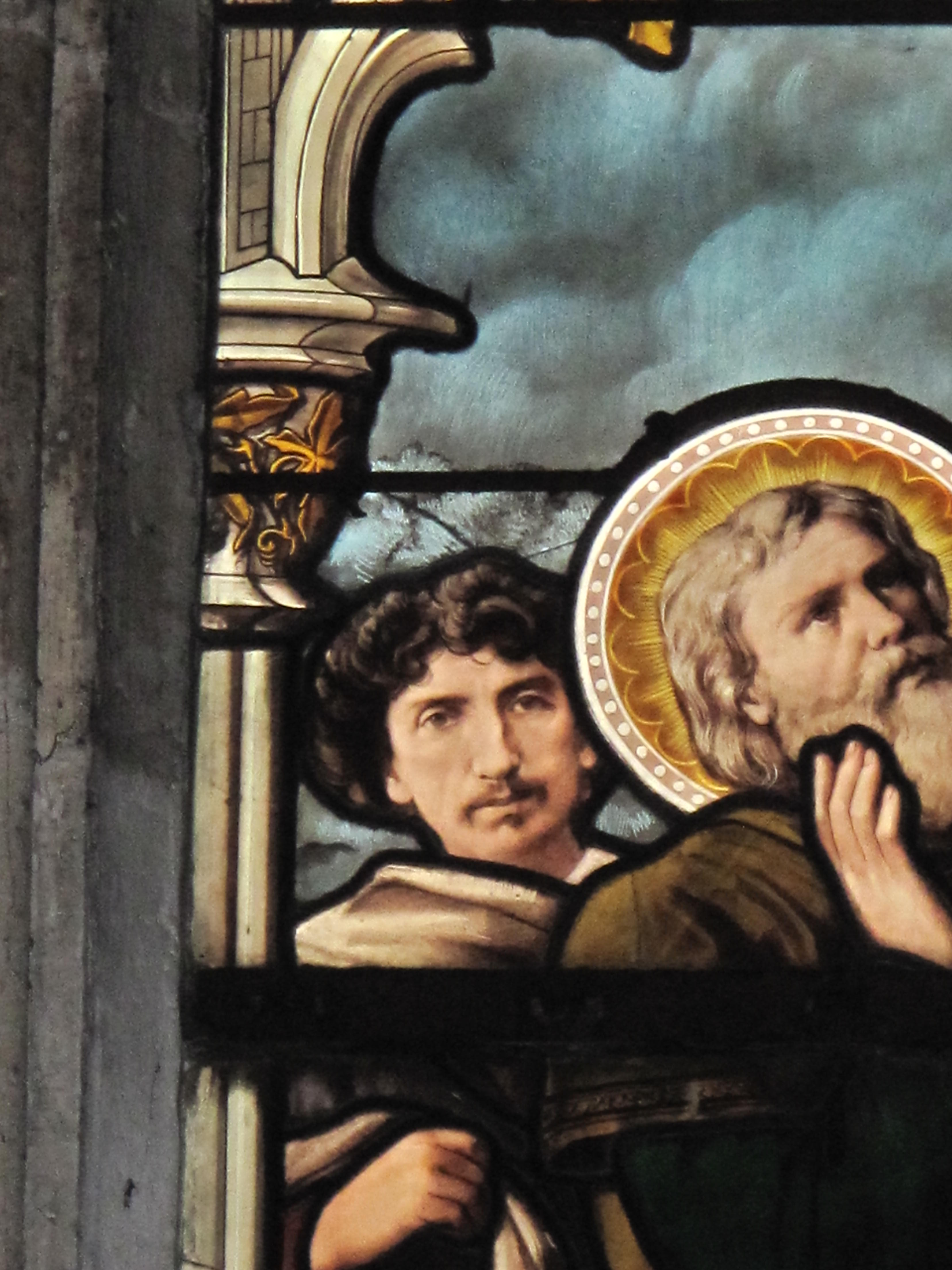
Retrato do arquiteto Charles Garnier, patrono da janela
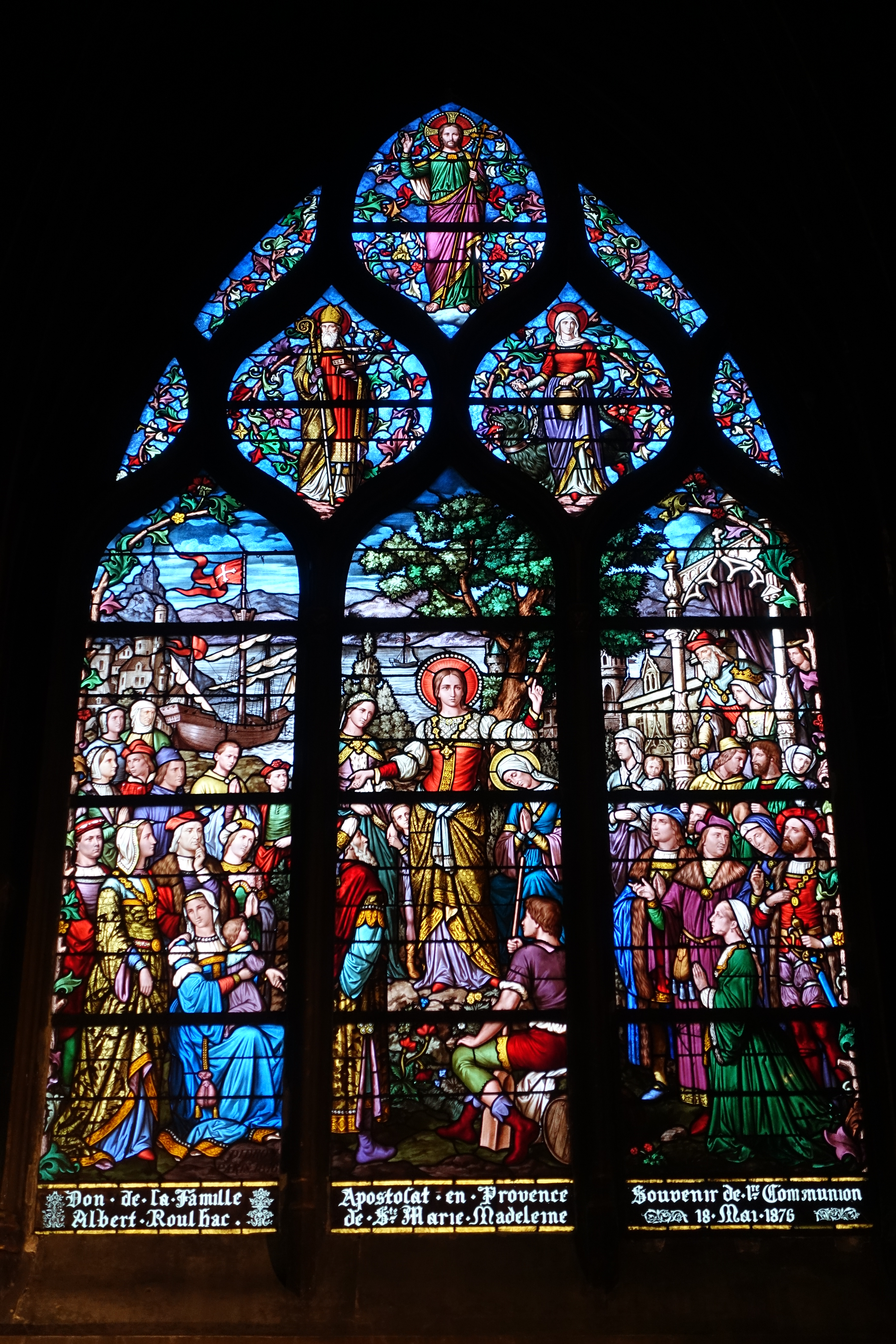
Maria Madalena (1876)
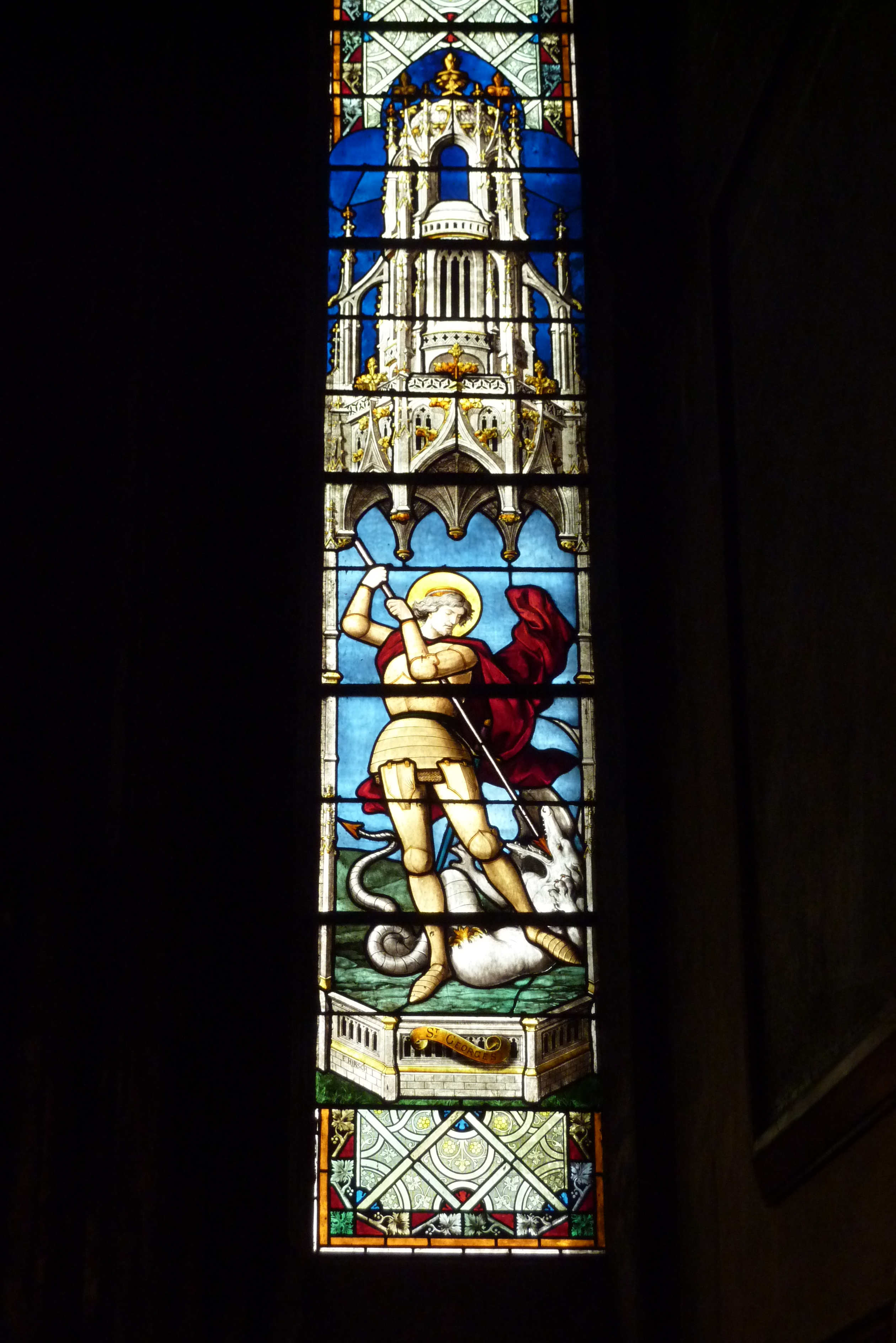
São Jorge e o Dragão, de Émile Hirsch (séc. XIX)
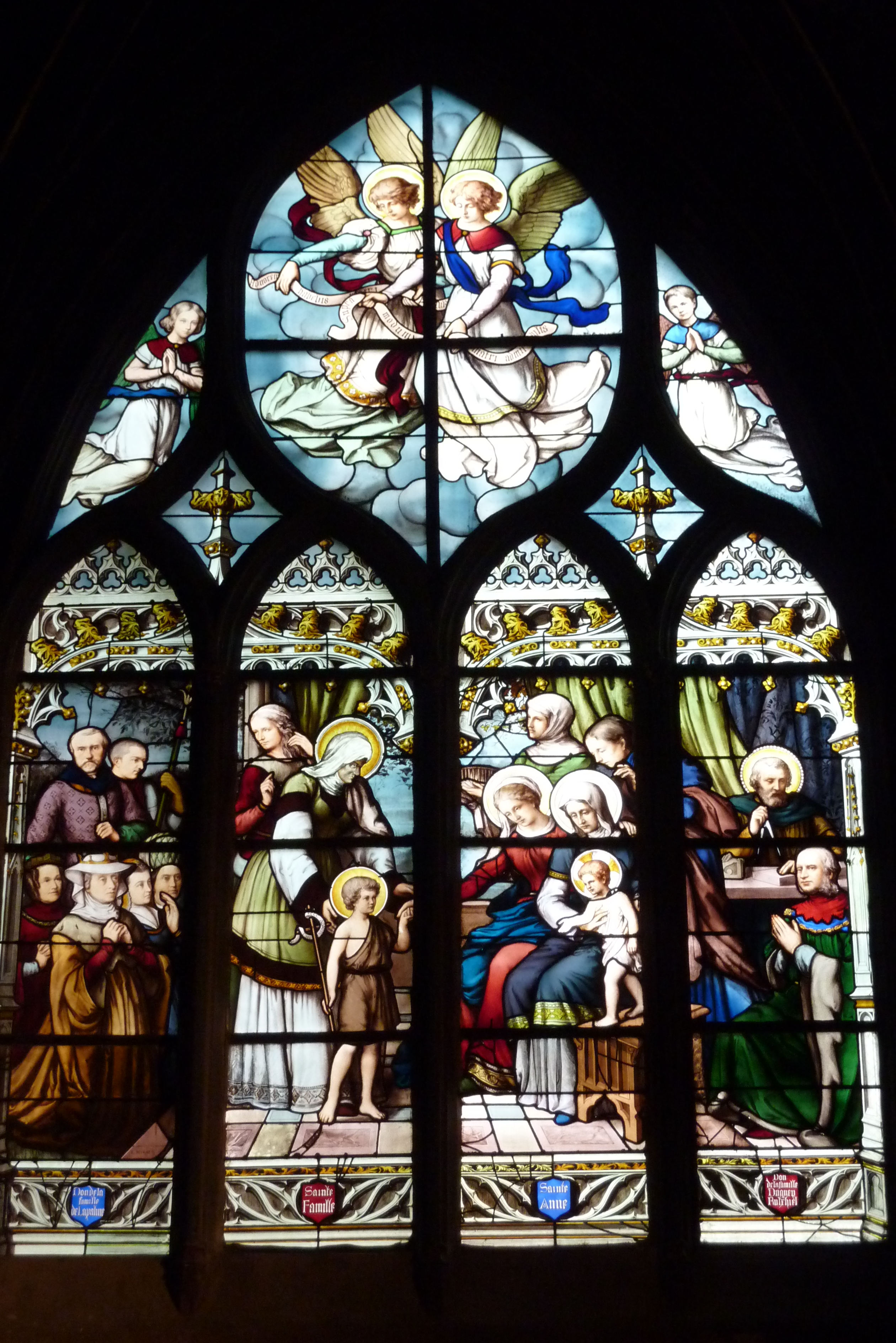
João Batista apresentado à Virgem Maria e ao menino Cristo, desenho de Enile Hirsch (séc. XIX)

Uma grande parte dos vitrais foi acrescentada no século XIX. A maioria das janelas foi baseada em desenhos de Émile Hirsch. Isso inclui as janelas no andar térreo, bem como as janelas nas aberturas do lado norte, que foram instaladas a partir de 1848. Entre os doadores estavam Charles Garnier, arquiteto da Ópera de Paris, e sua esposa, que financiaram as janelas "Cristo abençoando as crianças" na fachada oeste. Os doadores são retratados no canto da janela.
As janelas da capela de São Vicente de Paulo e de São Francisco de Sales, no lado norte, são desse período e representam cenas desse bairro de Paris e cenas bíblicas escolhidas pelos doadores. No nível intermediário, as janelas do trifório retratam uma galeria de santos. No coro, o tema principal é "Mistérios da Vida de Cristo".
O deambulatório é decorado com um grupo de oito vitrais modernos, feitos por Jean René Bazaine entre 1964 e 1970. Eles são inspirados nos sete sacramentos da igreja católica. O artista explicou que os vitrais abstratos foram projetados "não como decoração, mas como meio de fazer aparecer o não visível". As cores dominantes são azul e vermelho, especialmente no centro, perto do batistério, onde as cores representam água e fogo.

### Arte e escultura

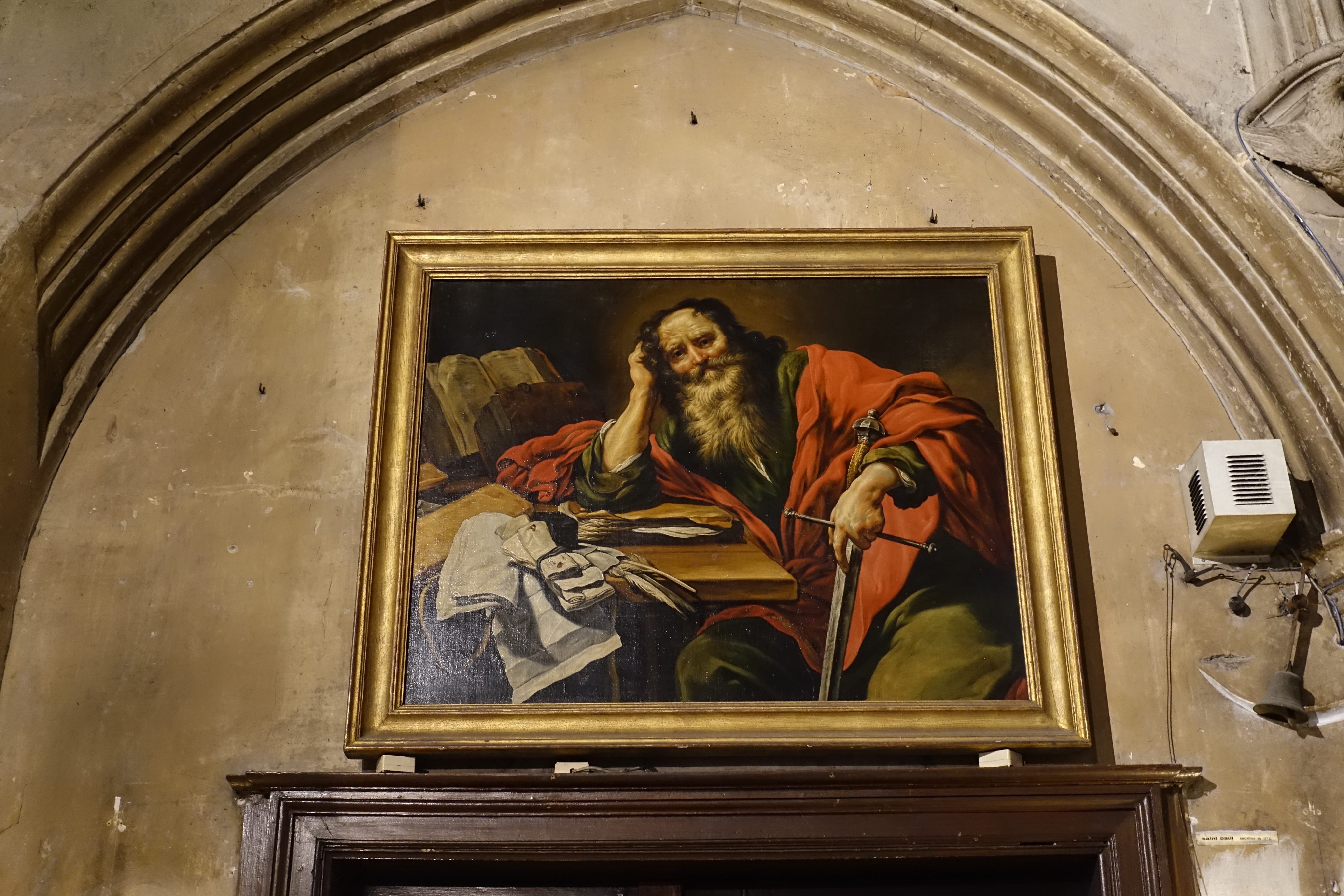
São Paulo, de Claude Vignon (século XVII)
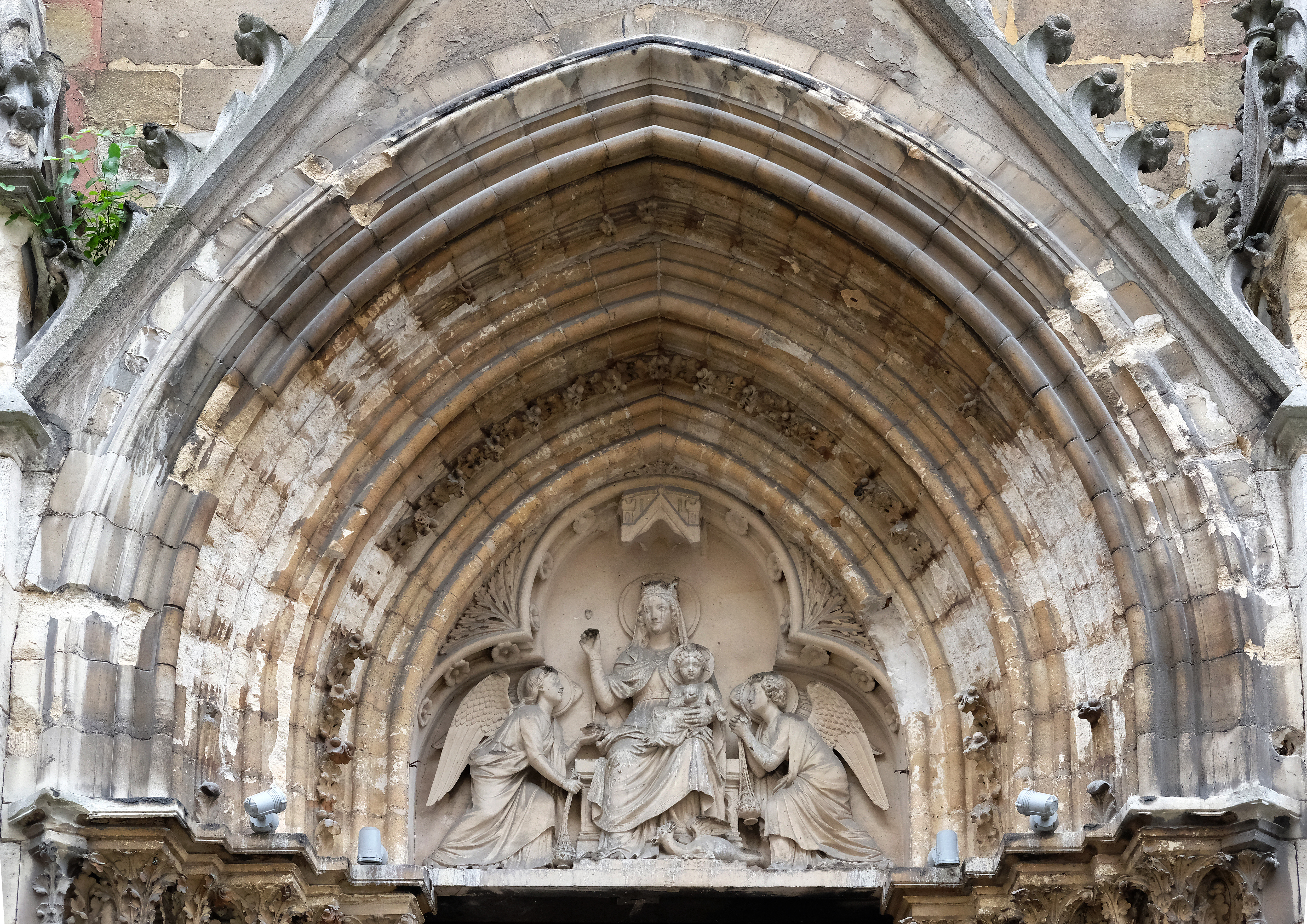
Detalhe da escultura do portal oeste

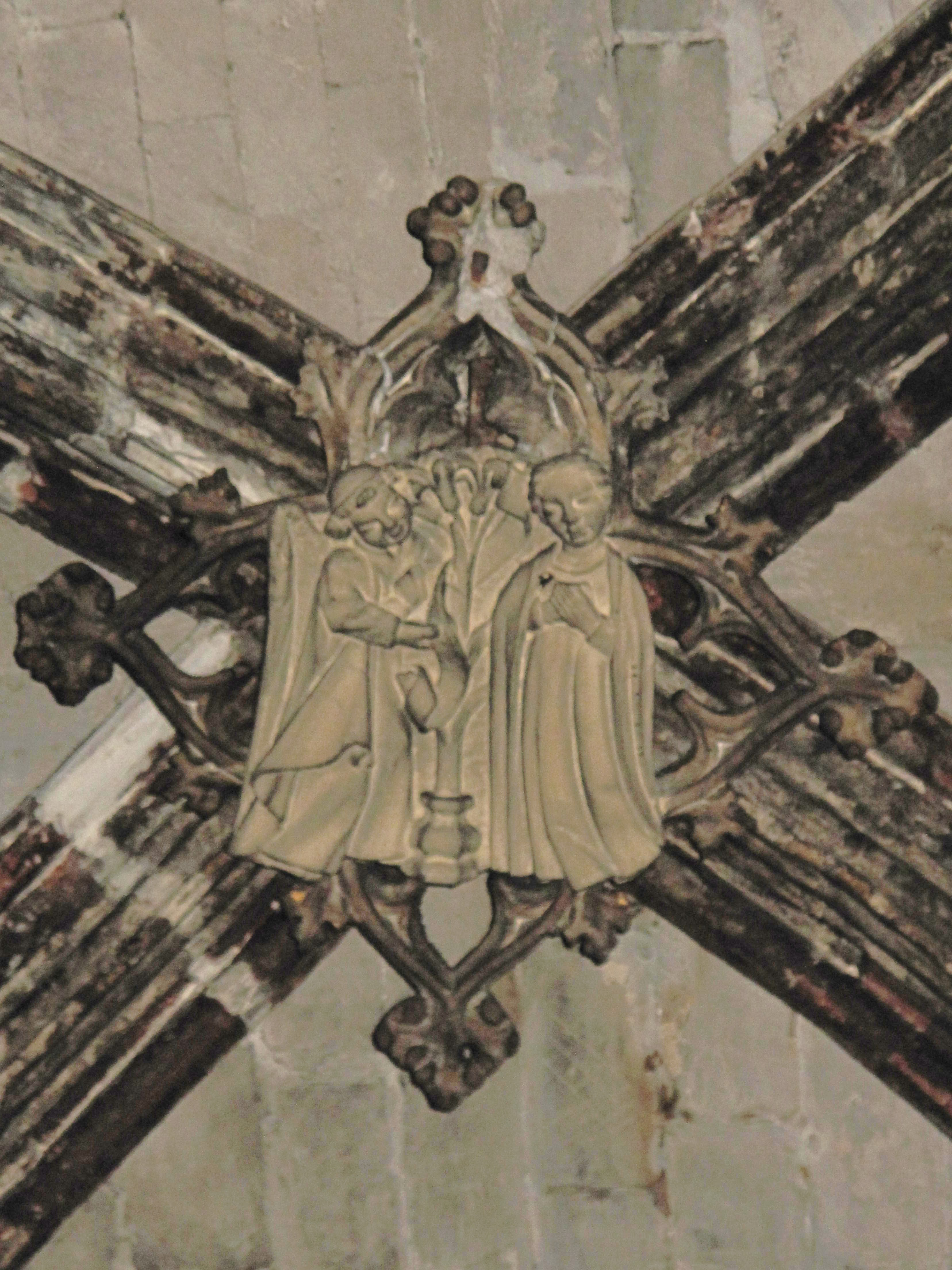
Pedra-chave de uma abóbada gótica; um anjo anuncia a concepção de Cristo a Ana
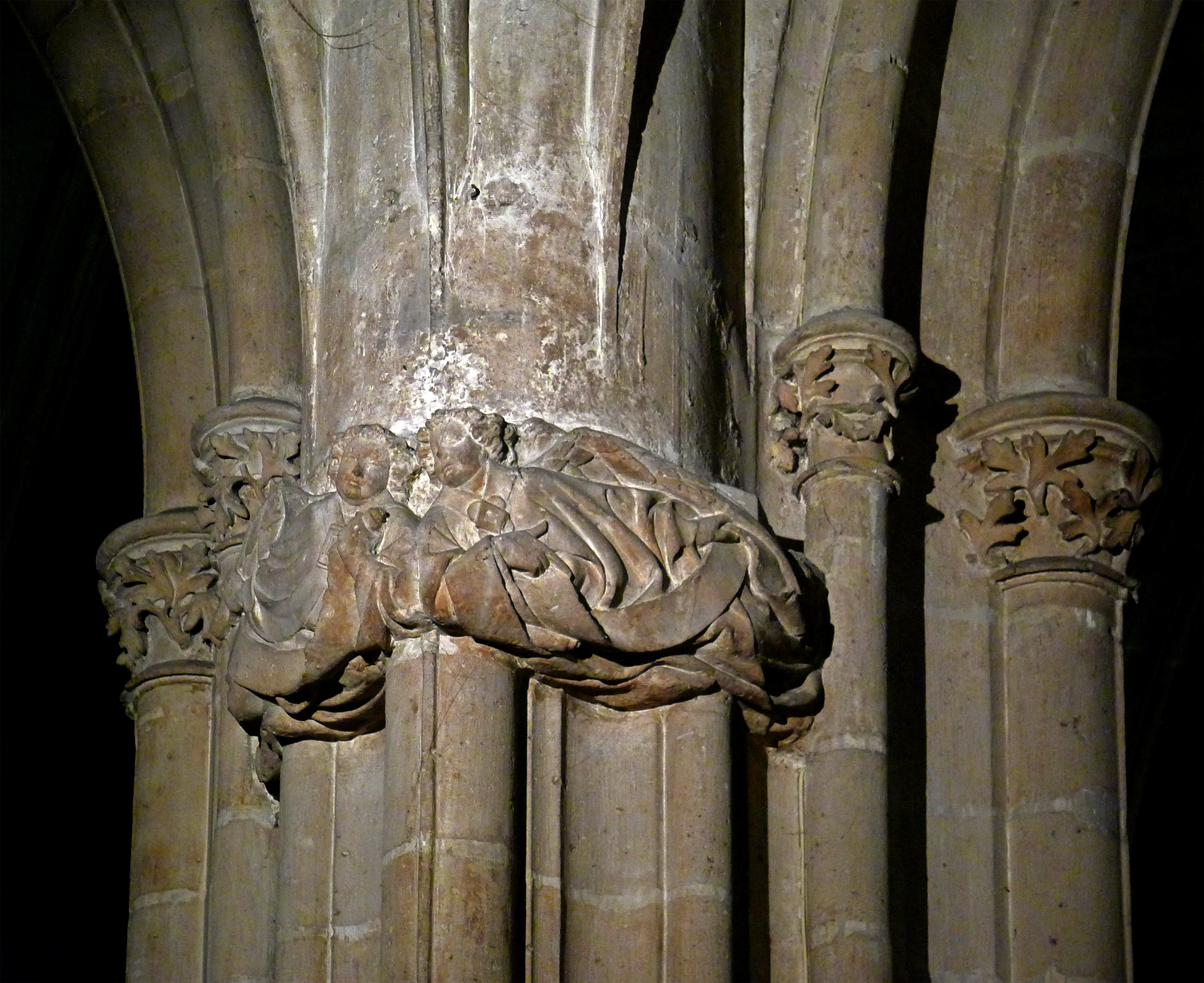
Escultura nos capitéis das colunas
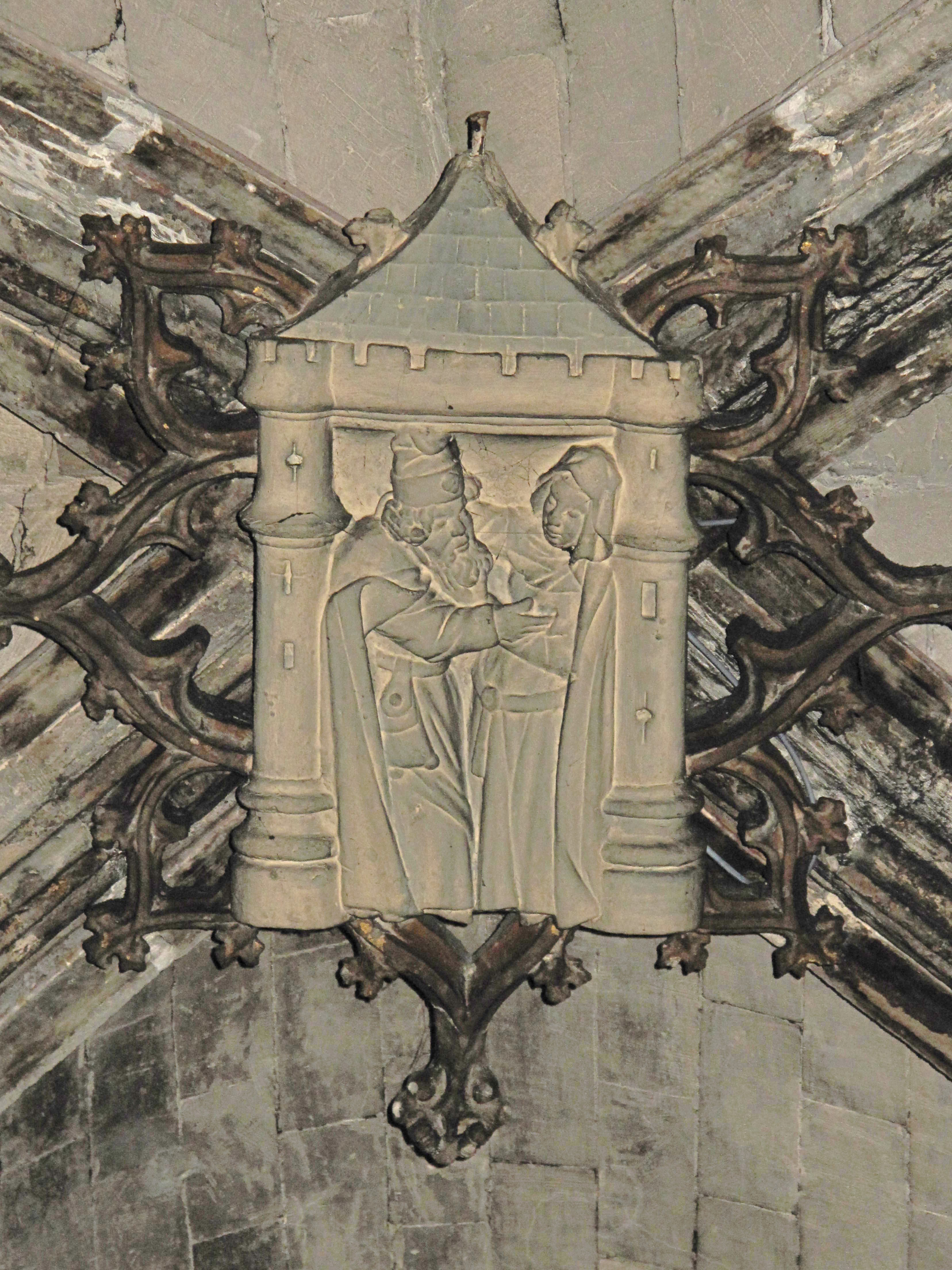
Pedra-chave de uma abóbada gótica; beijo entre Ana e Joaquim

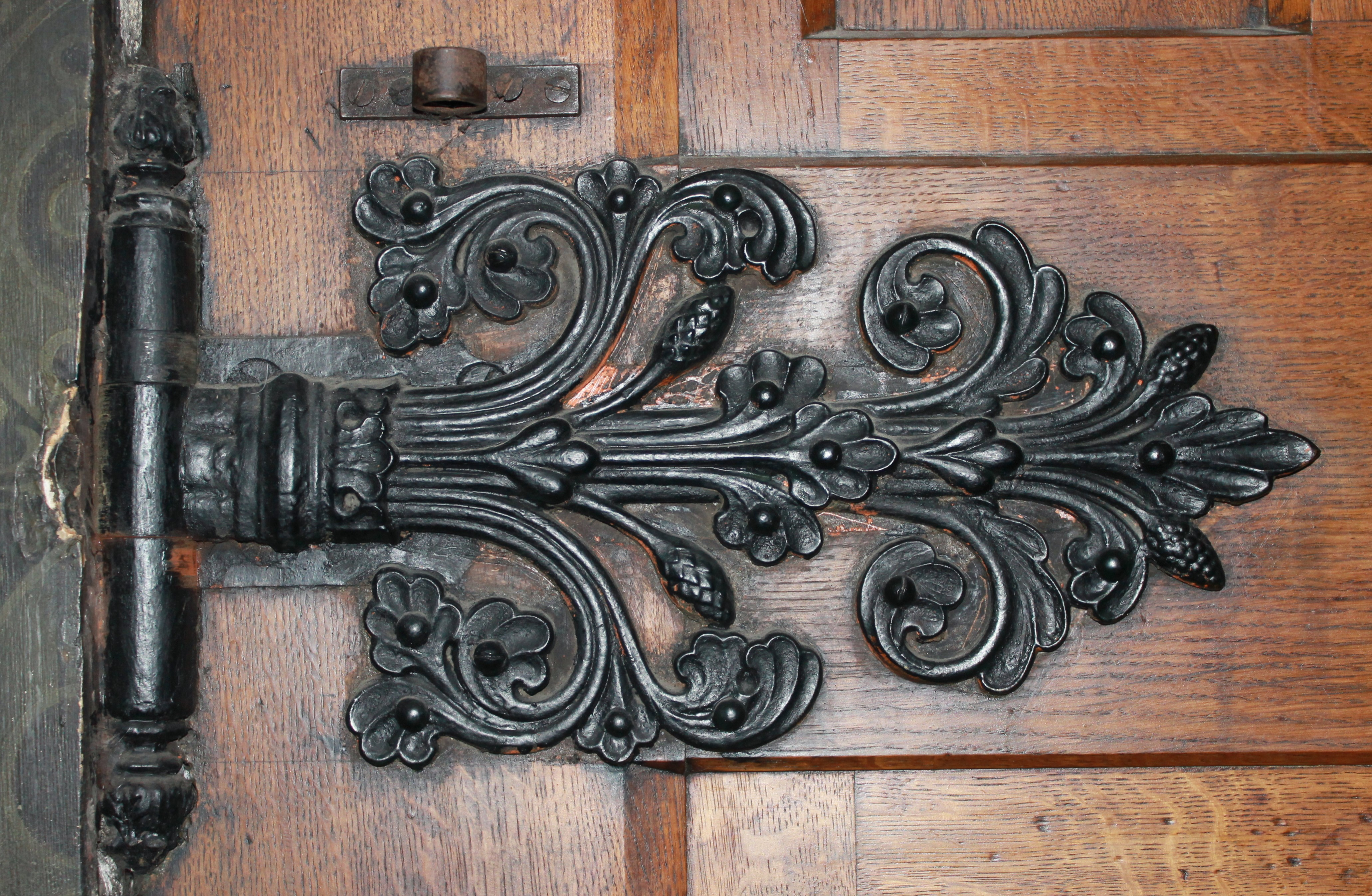
Detalhe do trabalho em ferro no portal

## Os órgãos
O órgão principal foi construído por Alfred Kern, de Estrasburgo, e foi instalado em 1963. Ele tem quatro teclados e 59 efeitos. A caixa de madeira entalhada do órgão data de 1745 e foi classificada como monumento histórico francês desde 1905.

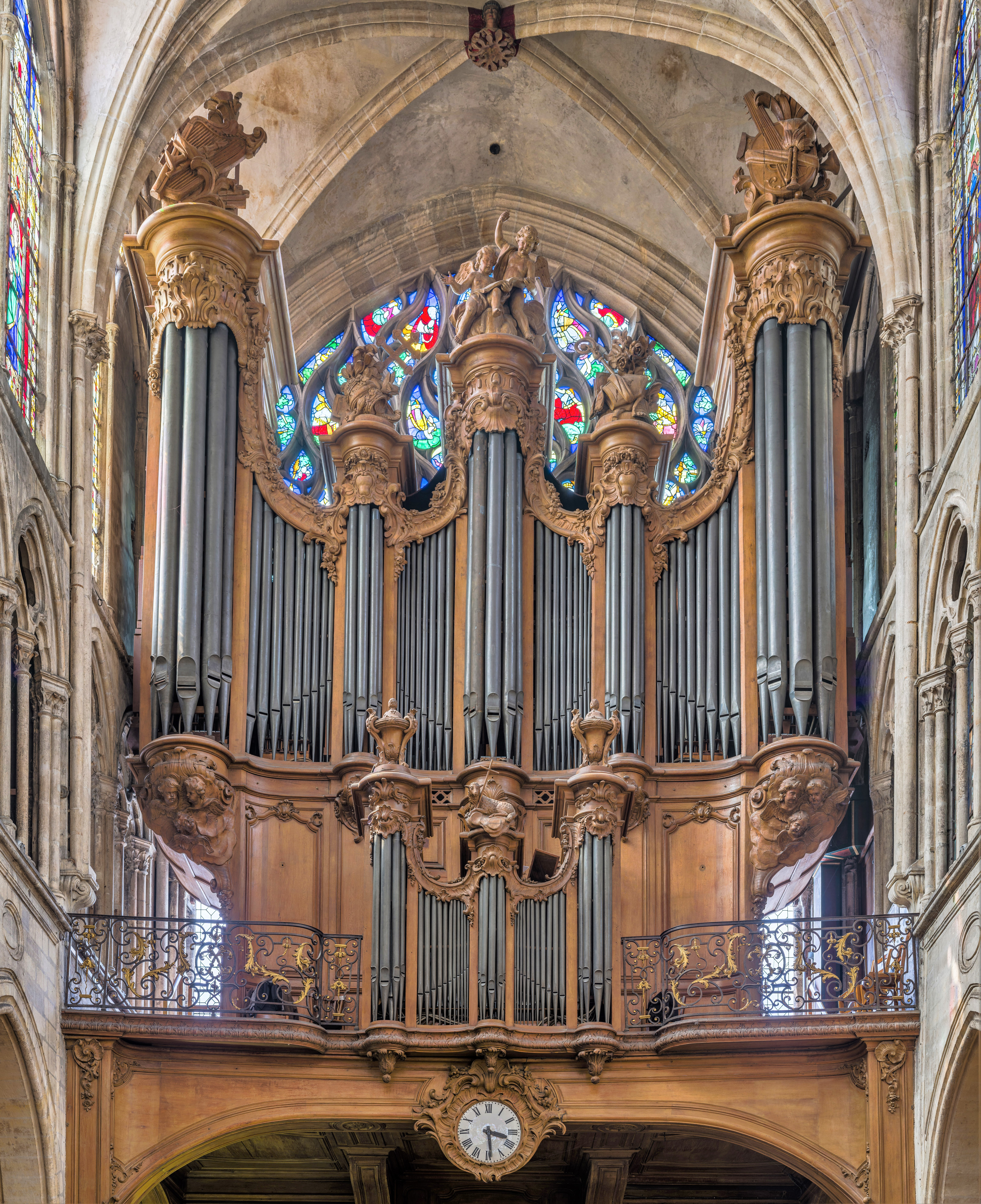
O Grande Órgão (caixa de 1745, órgão de 1963)
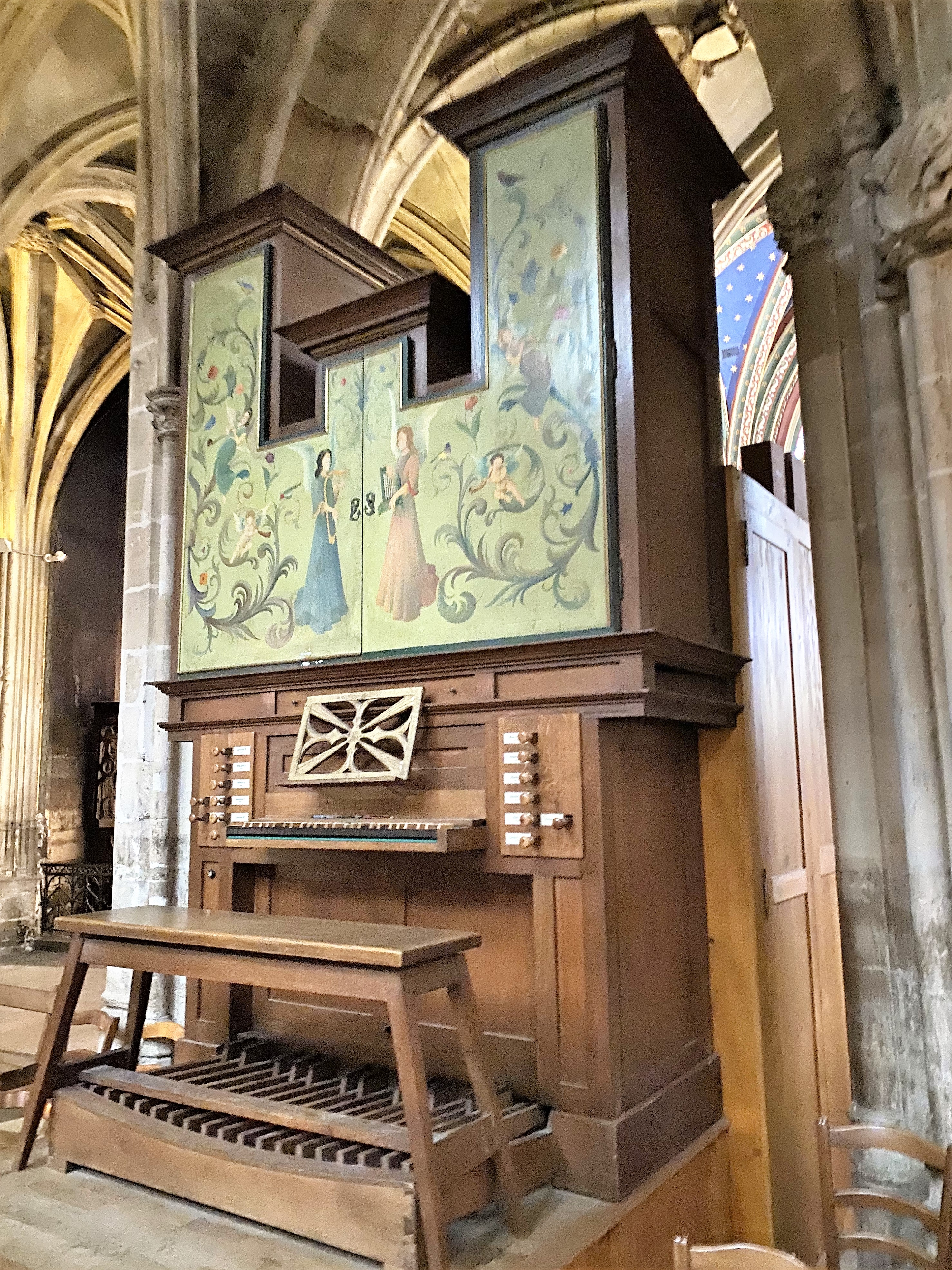
O órgão do coro